# Flamen
Flamenii (în latină Flamines) au fost preoți care serveau cultele arhaice ale Romei. Existau în total 15 flameni. Dintre aceștia trei erau cei mai importanți, dedicați cultelor vechii triade romane Jupiter – Marte - Quirinus. 